# جزيرة بيجة
جزيرة بجح  هي جزيرة وموقع أثري يقع على طول نهر النيل في النوبة التاريخية، وداخل محافظة أسوان جنوب مصر. تقع الجزيرة في خزان أسوان القديم، منذ اكتمال السد في عام 1902.

## مصر القديمة
كانت في السابق جزيرة في الشلال الأول لنهر النيل، وتسيطر تحصيناتها على الوصول إلى صعيد مصر القديمة والنوبة. وتعد الجزيرة من مواقع التراث العالمي، يقع بالقرب من جزيرة فيلة وجزيرة أجيليكا ومواقعها الأثرية القديمة في الخزان.
جزيرة بجح كانت مقدسة عند المصريين القدماء. فقد كانوا يعتقدون أن أوزوريس دفن في الجزيرة، وكان المعبد الذي يقف عليه يُعرف باسم أباتون، اليوناني باسم «مكان غير مقيد»، لأنه لم يُسمح إلا للكهنة بوضع قدمهم هناك. ذكر المعبد كل من سينيكا ولوكان.
حمل الإله تحوت صفات «الإله العظيم والرائع في بجح». يُعتقد أنه قد يكون هناك معبد تحوت على الجزيرة.

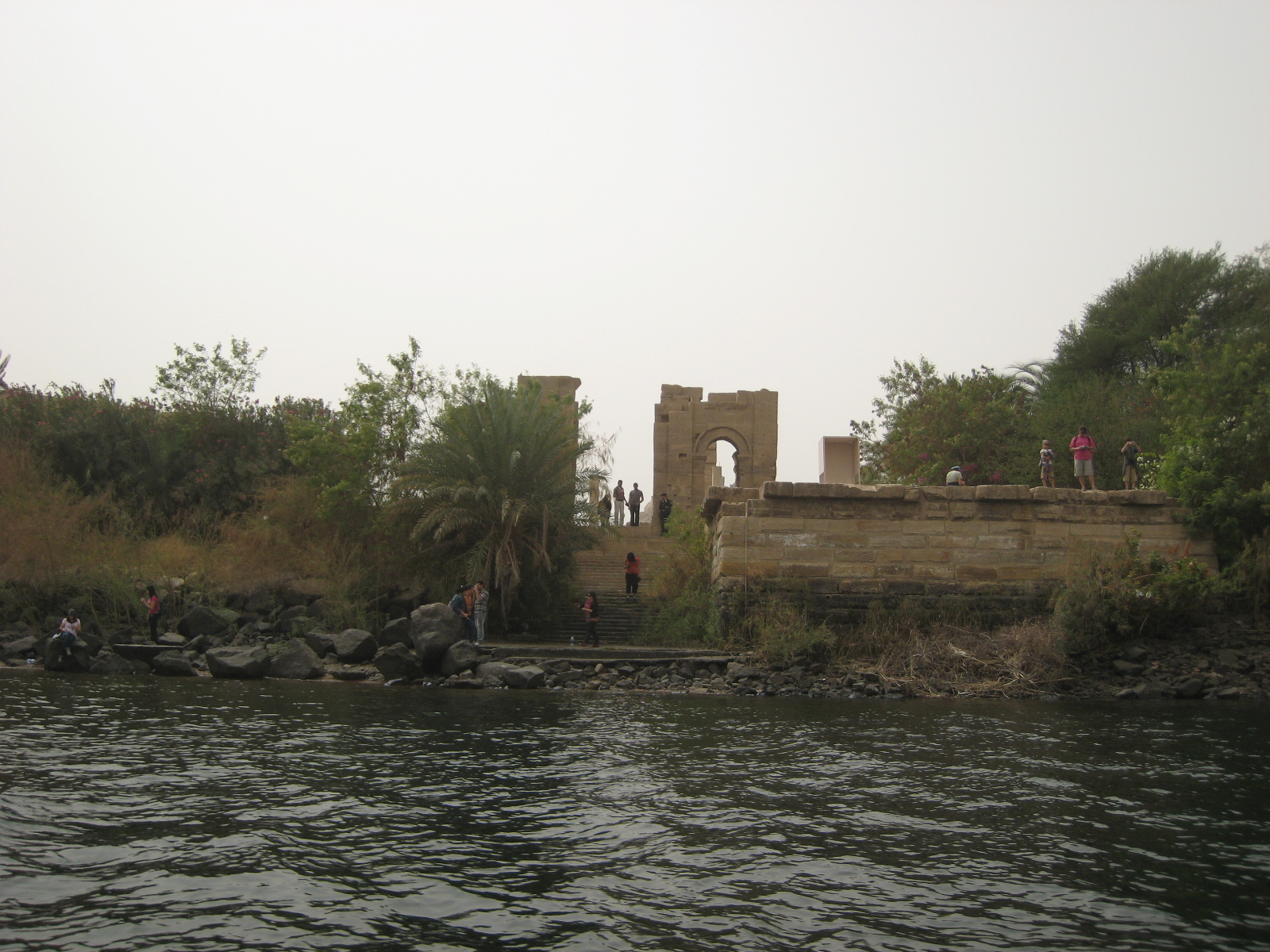
أطلال جزيرة بجح في خزان سد أسوان القديم.